# Palazzo Foscari
A Palazzo Foscari (vagy Ca’ Foscari) a Canal Grandéra néző, gótikus stílusú palota Velencében, a Dorsoduro kerületben, a nevét viselő rio sarkán. Benne működik az azonos nevű olasz egyetem.

## Története

### A két torony háza

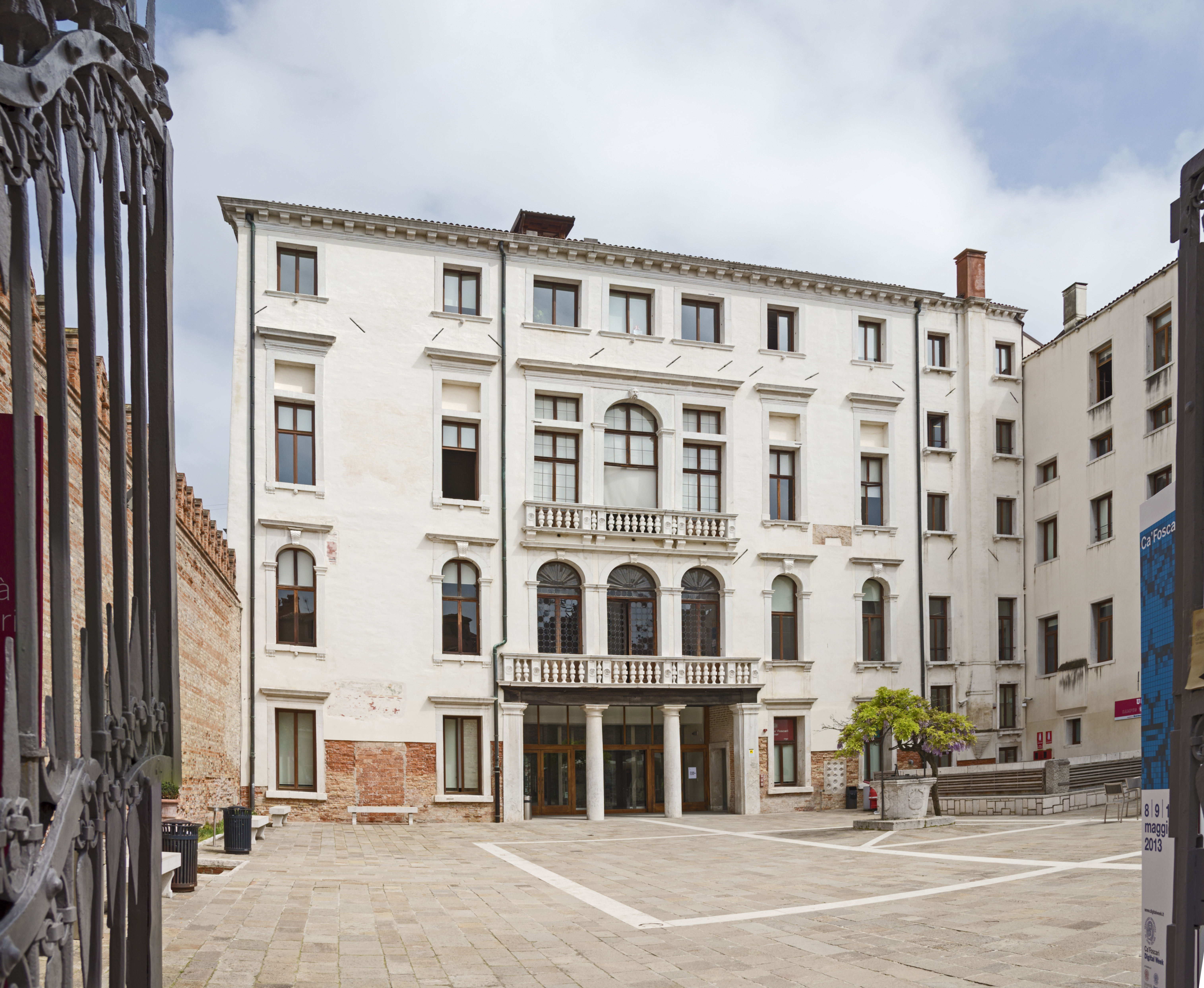
A Calle Foscari felőli homlokzat

A jelenleg Ca’ Foscari néven ismert palota helyén korábban egy másik épület állt, a „Két Torony Háza” néven. 1429-ben a Velencei Köztársaság megvásárolta a palotát Bernardo Giustiniantól, hogy Gianfrancesco Gonzagának, Mantova urának és a Serenissima hadsereg helyettes kapitányának a rezidenciája legyen. Gonzaga nem vette azonnal birtokba az épületet, és talán soha nem is lakott ott; így a Casa delle due Torri a Serenissima illusztris vendégeinek, főként diplomatáinak fogadására szolgált.
1438-ban Gonzaga szövetségre lépett a Velencei Köztársaságot elhagyó Viscontikkal, majd 1439-ben a házat Francesco Sforza kapta jutalmul Verona ugyanabban az évbeni visszafoglalásáért és a velencei-firenzei szövetség javára kifejtett aktív katonai szerepéért. Sforza csak rövid ideig tartózkodott a palotában, és 1446-ban a Serenissima háta mögött összeesküvést kezdett a Milánói Hercegség birtokbavételére: amikor a Tízek Tanácsa felfedezte az árulást, a palotát elkobozták tőle (1447).

### Ca’ Foscari

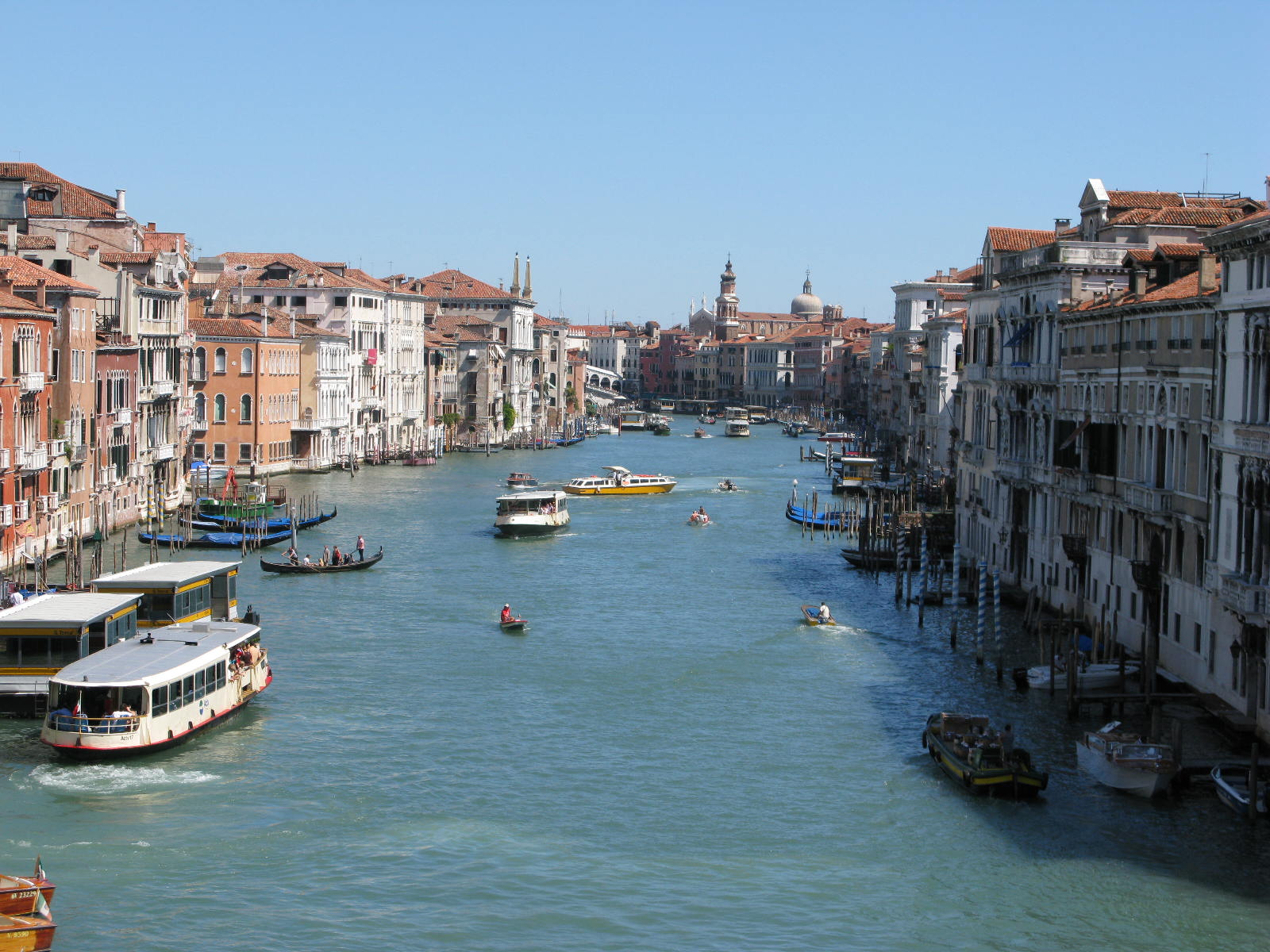
Kilátás a Canal Grande irányába

1452-ben a palotát elárverezték, és Francesco Foscari dózse megvásárolta, hogy fontos ingatlannal gazdagítsa a családi vagyont. Miután megvásárolták, a Casa delle Due Torrit lebontották, hogy impozánsabb palotát építsenek, és eltöröljék Sforza emlékét.
Az épület megszerzője Bartolomeo Bono volt, aki a dózse utasítására apjával, Giovannival együtt már 1438 és 1443 között felállította a Dózsepalota Törvénykapuját (Porta della Carta).
A munkálatok 1453-ban kezdődtek, és a dózse csak néhány nappal 1457-ben bekövetkezett halála előtt költözhetett be ebbe az új házba, amely a Foscari-család tulajdonában maradt.
A palotát a Serenissima vendégeinek, például európai uralkodóknak és diplomatáknak elszállásolására használták. A Történelmi Regattára vagy a Köztársaság Velencébe látogató vendégeinek ünneplésére a Foscarik gyakran rendeztek fogadasokat az épület főbb emeletein.
A csatorna boltozatában, azaz a Canal Grande legszélesebb ívén való elhelyezkedésének köszönhetően a Rialto hídtól a Gallerie dell'Accademiáig pazar kilátás nyílik, a második emeletet sok festő (például a Canaletto néven ismert Giovanni Antonio Canal, Michele Marieschi, Francesco Guardi) a Canal Grande látványának festésére használta. Canaletto két alkotása a palota második emeletéről készült: A Canal Grande a Ca’ Balbitól a Rialto felé (1720–1723, Museo del Settecento Venezia Ca’ Rezzonico) és a Regatta a Canal Grandén (1732 körül), Windsori kastély, Royal Collection). A Ca’ Foscarit számos tájfestő (például Luca Carlevarijs és Michele Marieschi) is megfestette.
Jelenleg a palota Ca’ Foscari Egyetem történelmi székhelye, amelyben hozzáférhetővé tették a nyilvánosság számára néhány legszebb szobáját, mint például az Aula Barattót és az Aula Berengót.
2013-ban a Velencei Egyetem által végrehajtott számos fontos energiatakarékos műszaki beavatkozásnak és az épület szigorú környezetvédelmi vezetési gyakorlata átvételének köszönhetően a Ca’ Foscari megkapta a LEED fenntarthatósági tanúsítványt, ezzel a világ legrégebbi épülete lett, amely elnyerte ezt a rangos minősítést.

#### A palota történéseinek és eseményeinek kronológiája
- 1513 : Federico Foscari esküvője Giovanni Venier lányával
- 1516 : a ház felosztása a Foscari-család örökösei között
- 1574 : III. Henrik francia királyt a Ca’ Foscariban látták vendégül, ahonnan a Bucintoro fedélzetére vitték, és számára a palotát pompásan feldíszítették. Ezalatt a király beleszeretett Veronica Franco velencei udvarhölgybe, aki szintén a költészet iránt volt elkötelezett.
- 1661 : a Foscari örökösök visszatértek a palota egyik szárnyába, és egy másikat Brunswick hercegének bérletek
- 1698 : I. Péter orosz cárt nagy titokban vendégül látták a Ca’ Foscariban
- 1747 : bikavadászat volt az udvaron
- 1750 : tűzvész pusztított
- 1790 : meghalt a házban lakó család utolsó tagja, Francesco Foscari
- 1811 : amatőr színészek foglalták el a palotát, hogy színházként használhassák
- 1835 : az épületet szegény családok, művészek (a Canal Grande látványáért) és boltosok (akik raktárnak) használták.
- 1837 : tárgyalások kezdődtek az épület önkormányzat általi megvásárlásáról
- 1840 körül: Laura és Marianna Foscari (Nicolò Foscari idős lányai), akik szegénységbe süllyedtek, visszatértek a második emeletre; a palotában és udvarában spekulánsok és kőfaragók eközben kifosztották az épületet.
- 1845 : az adásvételi okiratot az Önkormányzat kikötötte
- 1846 : megkezdődtek a helyreállítási munkálatok, de két évvel később megszakadtak
- 1848 : az 1848-as felkelések és az ideiglenes velencei kormány felállítása alkalmából a földszinten néhány helyiséget a Daniele Manin által létrehozott polgárőrség egy légiója kap.
- 1849 : Velencét az osztrákok ágyúval bombázták, néhány szegény család Ca’ Foscariban talált menedéket; az osztrák uralom alatt az épületet laktanyaként használták.
- 1866 : a harmadik olasz függetlenségi háború befejeztével és az Olasz Királyság átvonulásával az önkormányzat újra birtokba vette az épületet, és néhány helyiséget a felszabadulási ünnepségek tárgyainak tárolására használták a végleges döntésig.
- 1868 : a községi tanács úgy döntött, hogy a Felső Kereskedelmi Iskola, majd a Ca’ Foscari Egyetem székhelyeként használja; ugyanazon év decemberében megkezdődtek az előadások, annak ellenére, hogy a helyreállítási munkálatok csak a következő évben fejeződtek be.

#### Helyreállítások

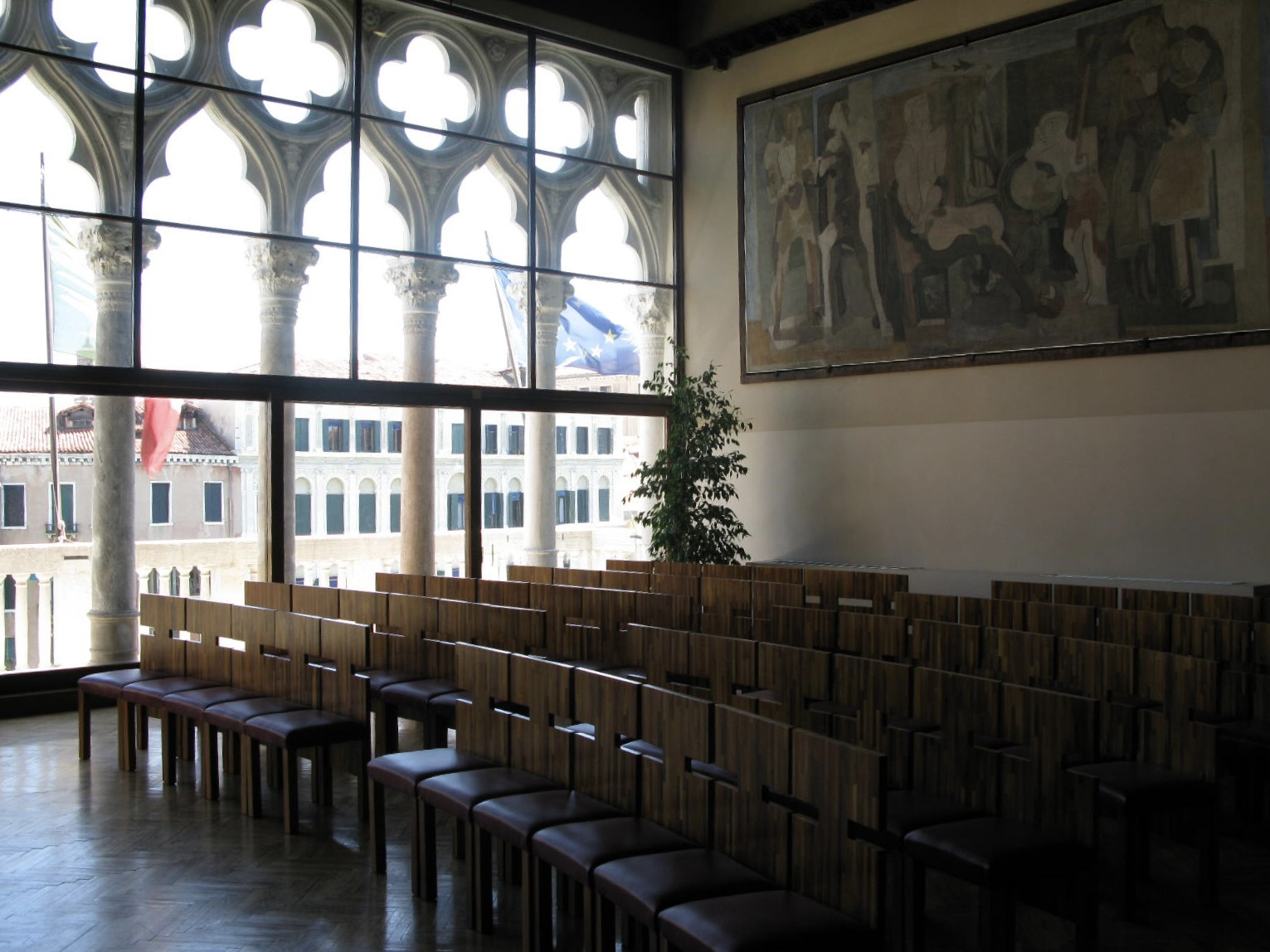
Az 1936-ban készült bordás ablak bezárása

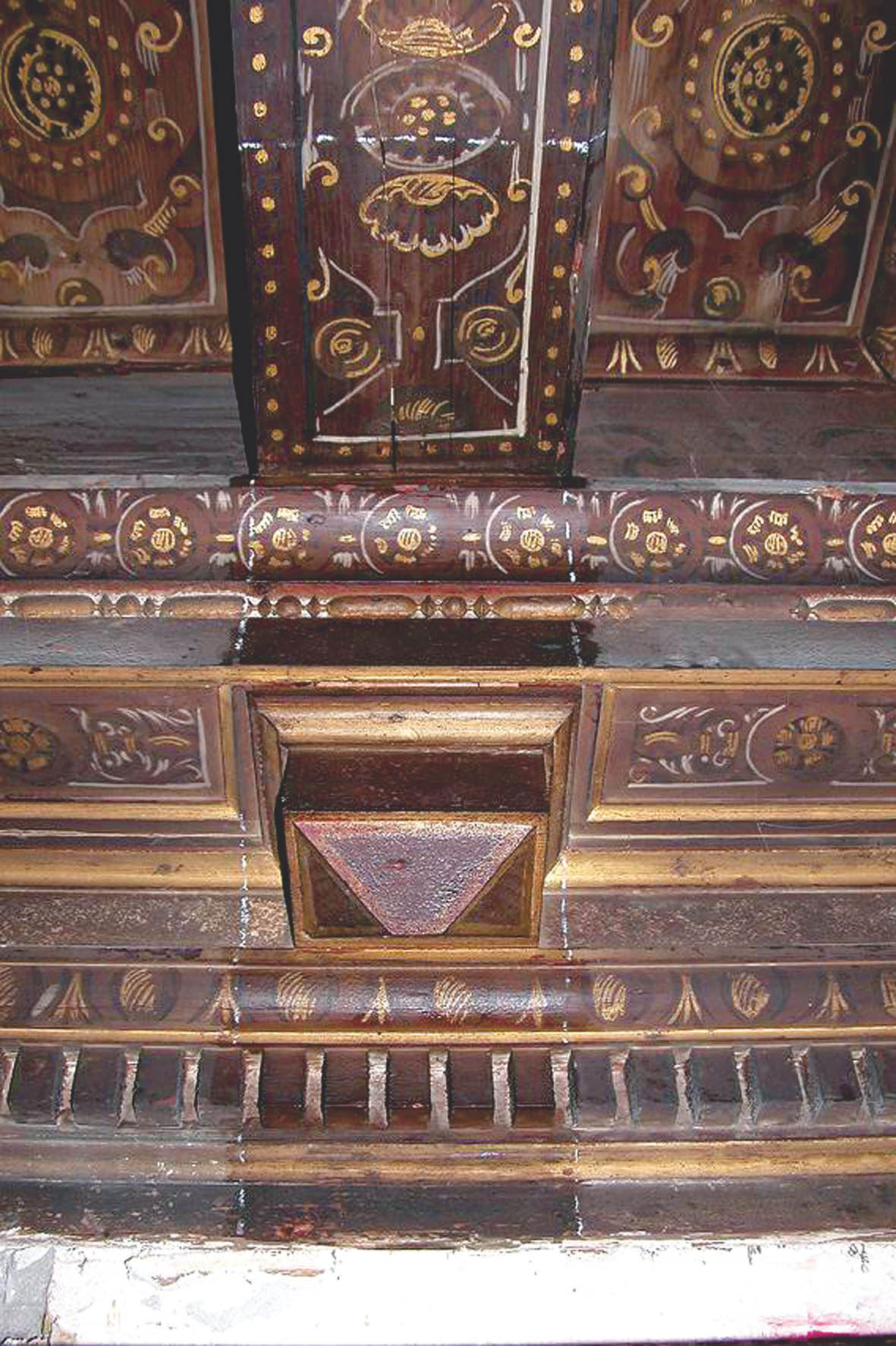
A díszített mennyezet a 16. századból

Carlo Scarpa építész  két szakaszban (1936 és 1956) dolgozott az épületen.
1936-ban az akkori rektor kérésére az épület különböző helyiségeit restaurálták. A beavatkozások az aulát, a jelenlegi emeleti tárgyalót, az első nagytermet érintették, amelyet addig az árumúzeum foglalt el. A bejárati folyosón helyreállították a vízi kapu és az udvarra vezető bejárat vizuális kapcsolatát, megszüntetve a már meglévő két kis oldalsó bejárati ajtóval való zárást. 1956-ban ismét kérték, hogy a nagytermet alakítsák át előadóteremmé, lambériával kialakítva egy folyosót.
2004 és 2006 között a Ca’ Foscari a szomszédos Ca’ Giustiniannal együtt egy újabb helyreállítási projekten ment keresztül, amely a két épület közötti kapcsolatok kiépítését és a rendszerek korszerűsítését is magában foglalta. A helyreállítási munkálatok során az udvar alatt napvilágra kerültek 9. századi maradványok, és a második emelet egyik helyiségében 15. századi freskókkal díszített padlót találtak, amelyet később egy járható üvegkristály fedett, a mennyezet pedig 16. századi aranyozás díszítette.

## Felépítése
A Casa delle Due Torri egy raktárépület volt, lakóhellyel és raktárral, a Canal Grande partjától távolabb, és loggiával a vízi kapu szintjén.
Az új épület „domus magná”-nak (lakóhely és képviseleti hely) épült. Kibővítették a Canal Grande széléig, és egy második nemesi emelettel bővítették, aminek köszönhetően a többi közelben álló patríciusház fölé emelkedett. Magassága egy kő alapnak is köszönhető, ami megakadályozta, hogy a dagály elérje. A vízi kapu szintjén egyszerű ajtót, míg a közúton egy másodlagos bejáratot alakítottak ki.
Összességében a Ca’ Foscari homlokzata a Procuratia di San Marcóéra és a Dózsepalotáéra emlékeztet. A legnagyobb jelentőségű építészeti elem a második emeleti loggia: a nyolc nyílás és a két végén félig négyszögletes záródású fríz a teljes homlokzat kitágításának hatását kelti.

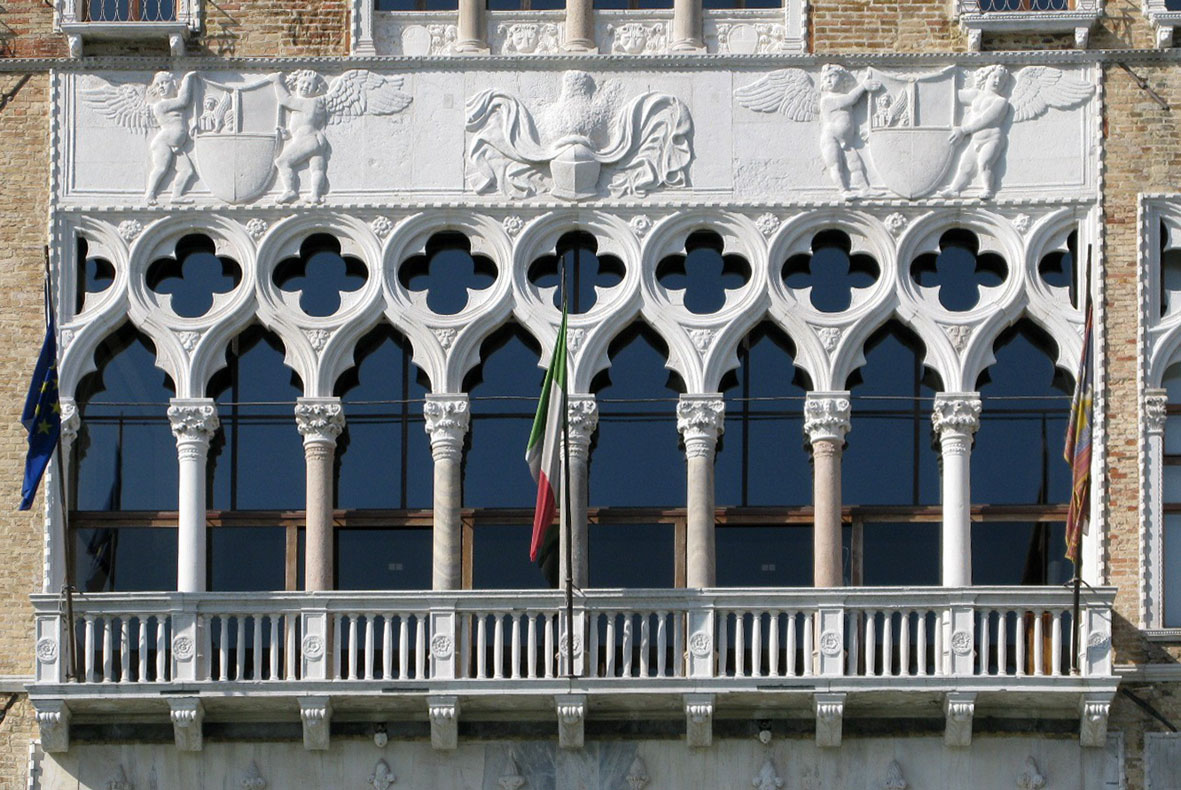
A második emeleten a beüvegezett ablak kőfrízzel

A második emeleten, a beborított ablak fölött egy kőfríz a dózse család címerével és egy lovagi sisak a széttárt szárnyú oroszlánnal. Ez az eredetileg arannyal és lapis lazulival díszített fríz Bonaparte Napóleon Velencébe érkezésekor megsérült, és az 1920-as években restaurálták.
Egy további (a harmadik) emelet emelkedik e második nemesi emelet fölé, amelyet a Ca’ d’Oro harmadik emeletén lévő beborított ablak ihletett. Ez a háromszintes megoldás a rácsos ablakokkal felfelé és vízszintesen is terjeszkedik.
Az udvar 940 m²-es méretével meghaladja a többi velencei magánház udvarát, és csak a Dózsepalotáé nagyobb..
A Ca’ Foscari egyes építészeti jellegzetességeit a Francesco Foscarihoz politikailag közel álló személyiségekhez tartozó más épületekből vették át, mint például Michele Contarini Ca’ d’Oro épületéből (többszörös ablak négylábú díszítéssel a nyílások felett és félig négyszárnyú szárnyak megoldása a polifora végén, a loggia feletti loggia tipológiája), Francesco Barbaro San Vidal-i házából (a második emelet magasságának növelése) és a San Poló-i házból a Bernardo család (egy másik emelet szuperpozíciója a második páholy felett).

### Portál
A portál, amely ma a Ca’ Foscari főbejárata, isztriai kőből készült. Kockás frízek, belülről spirális díszítések keretezik.
Felül egy hajlított íves lunetta, amelyet egy központi címer és három puttó foglal el, két oldalt és egy felül, az utóbbi a másik kettőt megkoronázza. A címer belsejében, a felső sarokban Szent Márk oroszlánja látható nyitott könyvet feltartva. Amikor egy 1797-es napóleoni rendelet eltörölte a nemesi címereket, a házakon kívül kihelyezett többi címerhez hasonlóan, a címert mészréteggel elrejtették.

### Belső
A Ca’ Foscari bejárati csarnoka (vagy portego) az udvar és a vízi kapu között terül el.
A második emeleten található az 1936-os és 1956-os restaurálás során épült Baratto terem. A terem freskóját Mario Sironi (Velence, Olaszország és tanulmányok, 1935–1936) készítette. A freskó allegorikus figurák sorozatát tartalmazza: egy diák-sportoló könyvvel és muskétával, a Fasiszta Egyetemi Csoportok (GUF) jelképe, a „Technika”, mint egy keréknek dőlő női alak, a „Medicine”, egy nő. egy caduceus figura, „Velence” trónol, amelyhez hozzáadódik a Szent Márk oroszlánja, a Szent Márk-bazilika kupolái és a „Szülőföld” allegóriája, amely az olasz etióp háborúban aratott győzelmet ünnepli.
Az előadóterembe került az eredetileg az első emeleten található Mario Deluigi  (Az iskola) freskója is, amely a filozófusok iskola mesterét ábrázolja diákokkal körülvéve.
A tölgyfa padló a 19. századból származik, és 1979-ben, majd 2004-ben egy tűzvész után állították helyre.

## Bibliográfia
- YY. VV., Olaszországi kalauz – Velence . 3. kiadás Milánó, Touring Editore, 2007. ISBN 978-88-365-4347-2
- Marcello Brusegan. Nagy útmutató Velence műemlékeihez . Róma, Newton és Compton, 2005. ISBN 88-541-0475-2
- Elsa és Wanda Eleodori. A Grand Canal. Paloták és családok . Velence, Corbo és Fiore, 2007. ISBN 88-7086-057-4
- Elena Gobbo, A Ca’ Foscari portál kőfelületének kémiai-fizikai vizsgálata, diplomamunka, Ca’ Foscari University of Velence, 2007
- Mario Isnenghi. L’Ottocento e il Novecento. Róma: Istituto della enciclopedia italiana (2002. március 28.)
- Giulio Lorenzetti. Venezia e il suo estuario. Lint Editoriale Associati (1994. március 28.)
- Ca’ Foscari. Storia e restauro del palazzo dell’Università di Venezia. Venezia: Marsilio
- Maurizio Vittoria. Breve storia di Venezia. Róma: Newton & Compton (1997. március 28.)